# Stawell
Stawell – wieś w Anglii, w hrabstwie Somerset, w dystrykcie (unitary authority) Somerset. Leży 42 km na południowy zachód od miasta Bristol i 198 km na zachód od Londynu. W 2001 miejscowość liczyła 365 mieszkańców.